# Black or White
Black or White és una cançó interpretada pel cantant i compositor estatunidenc Michael Jackson, inclosa al seu àlbum d'estudi, Dangerous, llançat l'11 de novembre de 1991(el primer senzill de l'àlbum).
El senzill és considerat la cançó de rock de major venda (4 milions de còpies estimades) en la dècada dels anys 90. «Black or White» és una mescla de hard rock, dance i música rap, però bàsicament és una cançó de hard rock similar a "Beat It".
Escrita, composta i co-produïda pel mateix Jackson, a més de les lletres de rap per Bill Bottrell, és una cançó que promou la unitat racial. El riff de guitarra elèctrica de la cançó sembla estar inspirat en la cançó Woman de John Lennon.
El senzill va superar les vendes de la cançó Billie Jean, i es va mantenir durant 7 setmanes en el primer lloc de Billboard Hot 100. Arribant a ser també, nº1 en les llistes de més de 20 països.
La cançó va ser interpretada, juntament amb altres èxits de Jackson a la Super Bowl de 1993. Aquesta actuació continua sent considerada com la més reeixida d'aquest esdeveniment i en aquells dies l'esdeveniment televisiu més vist de la història.

## Història
A "Black or white" Michael Jackson va sol·licitar la participació del guitarrista de Guns N' Roses, Slash, per a donar-li a aquesta cançó de hard rock una línia més agressiva, a més compta amb la participació de Tim Pierce en la guitarra heavy metal; i el resultat és una mescla de hard rock, dance i rap. Tot això va ser recolzat per un vídeo els efectes especials del qual el feien sobresortir entre els altres de l'època. La direcció va estar a càrrec de John Landis, el mateix de Thriller. A més Macaulay Culkin va tenir una participació especial. Una jove Tyra Banks, que recentment començava la seva carrera com supermodel, és vista ballant en el final del vídeo, així com l'actriu Cree Summer.

## Vídeo musical
El vídeo va ser retransmès a nivell mundial per la cadena Fox. Michael Jackson torna a trencar tot els rècords imaginats, ja que més de 500 milions de persones van ser testimonis de l'estrena del curtmetratge. Va ser el primer vídeo musical que va utilitzar la tècnica morphing, usada en acabar la cançó. En el videoclip, Jackson també fa referència a Marilyn Monroe a la seva pel·lícula «The Seven Year Itch» i a Gene Kelly a «Cantant sota la pluja».
Enmig de l'èxit aconseguit per la cançó, el seu vídeo va causar controvèrsia per alguns moviments sexualment suggestius del cantant, com fer "el pas Moonwalk" i agafar-se l'entrecuix, i les seqüències de Jackson cometent actes criminals interpretats com a vandalisme (danyar cotxes, trencar finestres, pintar parets, entre altres). En les escenes esmentades, Jackson volia donar a conèixer el seu rebuig i protestar contra organitzacions que promovien la violència, el terrorisme, per la supremacia de la raça blanca i altres manifestacions, això s'aprecia quan en el vídeo, Jackson trenca un cartell amb les inicials "KKK" que significa "Ku Klux Klan", el nom que van adoptar diverses organitzacions als Estats Units, que han predicat la supremacia de la raça blanca, homofòbia, l'antisemitisme, racisme, anticomunisme, anticatolicisme i la xenofòbia. Aquestes manifestacions de violència per part de Jackson, per a protestar contra aquests grups, no es van interpretar com havia de ser. A causa d'això, molts canals de televisió van decidir ometre els quatre últims minuts del vídeo musical per a, segons van dir, salvaguardar l'horari de protecció al menor, transmetent-lo així completament només en les matinades i en programes dedicats a passar vídeos sense censura.
Avui dia, la versió censurada continua sent la més transmesa, amb algunes aparicions de la versió completa especialment en programes que mostren vídeos que van causar controvèrsia en la seva època. També, s'inclou en compilacions de vídeo (DVD) de Jackson.
Michael es va disculpar argumentant que els seus moviments i els actes violents eren la seva interpretació de l'instint animal d'una pantera (animal en què es transforma en el vídeo musical) per a protestar contra aquests grups racials, la qual també era la intenció de la lletra de la cançó.

## Covers i impacte cultural
- En 1992, "Weird Al" Yankovic va gravar una paròdia de "Black or White", titulat "Snack All Night", que no obstant això mai llançat comercialment. Yankovic va realitzar la seva versió durant un concert.
- En 2009, el cantant Adam Lambert va interpretar la cançó en la vuitena temporada d'American Idol durant l'episodi de Michael Jackson, que va ser re-emès el 29 de juny, en un homenatge a la mort de Jackson el 25 de juny.
- A principis de 1990, els nens mostren a Sesame Street també falsa la cançó amb la cançó "Wet or Dry". Poc Chrissy respon a la pregunta de què li fa feliç: li agrada divertir-se "no matter if he's wet or dry", i demostra tocant el seu piano tant en un escenari i sota l'aigua (envoltada de peixos).
- El vídeo, incloent el "Panther Segment" va ser parodiat pel programa de sketches de comèdia de televisió In Living Color, en la qual Tommy Davidson va aparèixer com Jackson, però en lloc d'una pantera, Davidson es transforma d'un gatet negre.
- El "Panther Segment" també va ser parodiat per la popular comèdia de televisió estatunidenca MADtv.
- En 1991, la banda de rock anglès Genesis va parodiar "Black or White" de vídeo en el final del seu vídeo de "I Can't Dance", el membre Phil Collins que imita Michael Jackson "pantera" davant d'un fons blanc brillant.
- En 2011 el grup de hip hop de Brooklyn Das Racist va donar a conèixer un vídeo musical de la seva cançó, titulada "Michael Jackson", parodiant "Black or White" al vídeo. La cançó és sobre les característiques de l'àlbum del grup Relax.
- En 2012, la sèrie de televisió Glee realitzà una versió de la cançó a l'episodi "Michael", que compta amb les veus principals de Kevin McHale, Lea Michele, Chris Colfer i Naya Rivera, i cors de la resta del repartiment.

## Posicionament en llistes
| Llistes (1991–92)                  | Millor posició |
| ---------------------------------- | -------------- |
| Australian Singles Chart           | 1              |
| Belgian Singles Chart              | 1              |
| Canadian Singles Chart             | 1              |
| Danish Singles Chart               | 1              |
| Dutch Singles Chart                | 1              |
| Finland (Suomen virallinen lista)  | 1              |
| French Singles Chart               | 1              |
| German Singles Chart               | 1              |
| Irish Singles Chart                | 1              |
| New Zealand Singles Chart          | 1              |
| Norwegian Singles Chart            | 1              |
| España (AFYVE)                     | 1              |
| Swedish Singles Chart              | 1              |
| Swiss Singles Chart                | 1              |
| UK Singles Chart                   | 1              |
| US Billboard Hot 100               | 1              |
| US Billboard Hot R&B/Hip-Hop Songs | 3              |
| US Billboard Hot Dance Club Songs  | 2              |
| US Billboard Adult Contemporary    | 23             |
| Llistes (2009)                     | Millor posició |
| Austrian Singles Chart             | 17             |
| Tracklisten                        | 22             |
| European Hot 100 Singles           | 25             |
| French Digital Singles Chart       | 9              |
| New Zealand Singles Chart          | 16             |
| Norwegian Singles Chart            | 18             |
| Swedish Singles Chart              | 11             |
| Swiss Singles Chart                | 7              |
| UK Singles Chart                   | 25             |
| US Billboard Digital Songs         | 13             |
| Llistes (2011)                     | Millor posició |
| Hungarian Singles Chart            | 6              |